# Ernest Wilimowski
Ernest Otton Wilimowski (nato Ernst Otto Pradella; Katowice, 23 giugno 1916 – Karlsruhe, 30 agosto 1997) è stato un calciatore tedesco naturalizzato polacco dal 1922.
Giocò per due Nazionali, quella polacca e quella tedesca; è ricordato dalle statistiche per essere stato il primo giocatore a segnare quattro reti in una partita del campionato mondiale di calcio. Ricoprì occasionalmente anche il ruolo di giocatore di hockey su ghiaccio per la squadra del Pogoń Katowice.

## Biografia

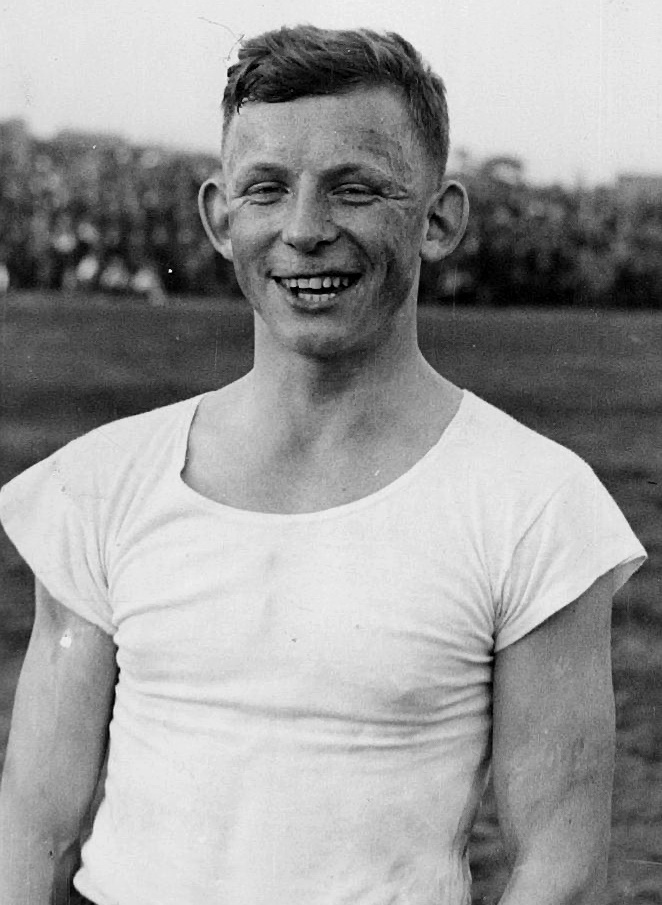
Wilimowski nel 1936

Nato a Kattowitz (l'odierna Katowice), nella regione della Slesia, all'epoca appartenente all'Impero tedesco, crebbe in una famiglia della zona al confine con la Polonia. Nel 1922 la parte est dell'Alta Slesia venne annessa alla Polonia e Wilimoski ne divenne cittadino. Suo padre Ernst-Roman morì sul fronte occidentale durante la prima guerra mondiale, e sua madre Paulina si risposò. All'età di tredici anni fu legalmente adottato dal patrigno, prendendone così il cognome. In casa si parlava prevalentemente tedesco, mentre a scuola e fuori casa parlava un locale dialetto polacco. Ufficialmente cittadino polacco, era uso definirsi slesiano (Górnoślązak in polacco, Oberschlesier in tedesco). Con la divisione della Polonia, riottenne la cittadinanza tedesca e divenne un agente di polizia, evitando così il servizio di leva e potendo continuare a giocare a calcio, dato che, in seguito all'occupazione nazista, ai polacchi non era permesso praticare sport. Nei primi giorni della seconda guerra mondiale Wilimoski fu costretto a nascondersi dai nazisti, in quanto ricercato da un kreisleiter del NSDAP di nome Georg Joschke, che si era opposto al trasferimento del calciatore dal 1. FC Kattowitz, squadra di origine tedesca, al polacco Ruch Chorzów. Pare che Joschke lo avesse minacciato di costringerlo a indossare la lettera P (iniziale, appunto, di "polacco"), ma ciò non avvenne, poiché l'abilità calcistica di Wilimoski gli aveva procurato il favore di altri ufficiali. Fu la madre, invece, a essere deportata ad Auschwitz (riuscendo però a sopravvivere alla prigionia), poiché era coinvolta in una relazione con un ebreo russo. Wilimowski, che più avanti divenne amico del pilota Hermann Graf, riuscì a salvare la madre, anche con l'aiuto dello stesso Graf. Finita la guerra fu considerato un traditore dal governo polacco e durante il comunismo gli fu proibito di recarsi in Slesia; si stabilì così a Karlsruhe, aprendovi un ristorante. Sylvia Haarke, moglie dell'autore della biografia del calciatore, Karl-Heinz Haarke, sostiene che Wilimoski era un devoto cattolico, fiero del suo incontro con Karol Wojtyła, avvenuto sui monti Tatra, e che uno dei suoi maggiori rimpianti era quello di non aver preso parte alla vittoria tedesca del campionato del mondo 1954. L'ex commissario tecnico della selezione polacca Kazimierz Górski, che era stato ammiratore di Wilimoski, negli anni 1970 gli rimproverò di non aver chiarito la sua posizione in seguito al suo mancato ritorno in Polonia; l'ex calciatore gli rispose che, per paura, era rimasto in Germania. Una volta terminata l'attività calcistica lavorò, oltre che nel ristorante, in una fabbrica della Pfaff, andando in pensione nel 1978. In occasione del campionato del mondo 1974 giocatosi in Germania Ovest, Wilimoski espresse l'intenzione di far visita alla Nazionale polacca, in ritiro a Murrhardt, ma gli fu impedito dalla PZPN. Nel 1995 fu invitato dal Ruch Chorzów per la celebrazione del settantacinquesimo anno del club; nonostante la sua volontà (mai sopita) di tornare in patria, la malattia della moglie Klara gli impedì di presenziare. Morì a Karlsruhe lasciando quattro figli (tre femmine, Sylvia, Sigrid e Ulle e un maschio, Rainer).

## Carriera
Wilimowski è stato un cannoniere estremamente prolifico e molto longevo, autore di almeno 518 reti in 413 presenze ufficiali (media di 1,25 gol a partita).

### Club
Affetto da polidattilia (il suo piede destro aveva sei dita), iniziò a giocare nel club di radici tedesche del 1. FC Kattowitz, trasferendosi, non ancora diciottenne, al polacco Ruch Wielkie Hajduki, l'attuale Ruch Chorzów. "Ezi", il suo soprannome, divenne presto il miglior elemento della squadra: alla sua prima stagione, infatti, la portò al titolo con trentatré reti. Poche settimane dopo il suo debutto in Ekstraklasa, avvenuto l'8 aprile 1934, ricevette anche la prima chiamata in Nazionale. A fianco di altri giocatori come Teodor Peterek e Gerard Wodarz, il Ruch vinse il campionato dal 1934 al 1936 e nel 1938. Wilimowski segnò 113 reti in 86 partite, vincendo il titolo di capocannoniere nel 1934,  nel 1936 e nel 1939 (era il miglior realizzatore prima dell'invasione tedesca della Polonia, in seguito alla quale il campionato fu interrotto); il 21 maggio 1939 segnò il numero record di dieci reti in una sola partita, nel 12-1 contro l'Union Touring Łódź.
Per ragioni di propaganda, i nazisti trasferirono tutti i migliori giocatori della Slesia al 1. FC Kattowitz, con lo scopo di renderlo il club che rappresentasse al meglio l'intera regione: oltre a Wilimowski vi furono mandati Erwin Nyc, Ewald Dytko e Paweł Cyganek. "Ezi" giocò con tale squadra fino al febbraio 1940, quando, assunto come poliziotto a Chemnitz, militò nel locale PSV Chemnitz (1940-1942 e nuovamente tra il 1943 e il 1944). Durante la guerra giocò per il Monaco 1860 (1942-1943), con il quale vinse la Coppa di Germania nel 1942, realizzando il primo gol della vittoria in finale, giocata all'Olympiastadion di Berlino. In quell'edizione vinse la classifica cannonieri del torneo con 14 reti, record ancora imbattuto, eguagliato da Dieter Müller.
Negli ultimi anni di guerra giocò inoltre per una formazione non ufficiale della Luftwaffe, chiamata Rote Jäger, allenata da Hermann Graf.
Nonostante superasse già i trent'anni d'età quando i campionati ricominciarono, continuò a giocare fino al 1956, ormai quarantenne; tra i club di questa sua seconda parte di carriera si annoverano SG Chemnitz-West, Augusta, FV Offenburg, Singen e Kaiserslautern. Terminò la carriera con il Kehler FV.
Al momento del ritiro aveva fatto registrare il record di reti in Coppa di Germania (68 in 30 incontri), primato in seguito battuto da Gerd Müller.
Nei club l'attaccante mise a referto complessivamente 484 gol in 383 partite ufficiali.

### Nazionale

#### Polonia

Le formazioni di Polonia-Brasile del

Poco dopo l'inizio della sua carriera venne convocato nella Nazionale polacca, debuttando a Copenaghen contro la Danimarca il 21 maggio 1934, a diciassette anni e 332 giorni. In ventidue presenze con la selezione marcò ventuno reti, avvicinandosi alla media di un gol a partita. A causa di problemi disciplinari, però, venne sospeso dall'attività per un anno dalla federazione calcistica della Polonia, proprio poco prima dell'inizio del torneo di Berlino 1936.
Due anni dopo, in occasione del campionato del mondo 1938, durante l'incontro contro il Brasile giocatosi a Strasburgo, regalò una leggendaria prestazione: segnò quattro reti e procurò un rigore alla sua squadra (fallo del portiere brasiliano Batatais),  realizzato da Fritz Scherfke. La partita terminò però 6-5 per i sudamericani e la Polonia fu eliminata; il record resistette fino alle cinque reti del russo Oleg Salenko contro il Camerun di Stati Uniti 1994, mentre resta tuttora l'unico calciatore ad aver segnato una quaterna al Brasile.
Il 27 agosto 1939, a Varsavia, tre reti di Wilimoski segnarono la rimonta contro l'Ungheria, guadagnandosi anche un rigore, tirato e marcato da Leonard Piątek, suggellando la vittoria per 4-2 della sua Nazionale: la partita si giocò solo quattro giorni prima dell'inizio della seconda guerra mondiale.

#### Germania
Come molti altri ufficiali Sepp Herberger, CT della Nazionale tedesca, fu colpito dal talento di Wilimoski; lo fece dunque debuttare il 1º giugno 1941 contro la Romania a Bucarest, e l'attaccante segnò subito due reti. A quella partita seguì una tripletta contro la Finlandia a Helsinki del 5 ottobre dello stesso anno. Giocò l'unico incontro nella sua natia Alta Slesia il 16 agosto 1942 a Bytom, nuovamente contro la Romania, segnando una rete. Il 18 ottobre, a Berna, la Germania vinse per 5-3 contro la Svizzera, con quattro reti di Wilimoski e una di Fritz Walter.
Wilimowski ebbe dunque otto presenze con la Germania, con tredici reti all'attivo (1,63 gol a partita). La sua ultima apparizione con la maglia tedesca fu la vittoria per 5-2 contro la Slovacchia a Bratislava del 22 novembre 1942, poiché la nazionale tedesca non giocò più amichevoli a causa del conflitto mondiale.

## Palmarès

### Club
- Campionato polacco: 5

Ruch Chorzów: 1934, 1935, 1936, 1938, 1939
- Coppa di Germania: 1

Monaco 1860: 1942

### Individuale
- Capocannoniere del campionato polacco: 3

1934 (34 gol), 1936 (18 gol, assieme a Teodor Peterek), 1939 (25 gol)
- Capocannoniere della Tschammerpokal: 1

1942 (14 gol, record assoluto condiviso con Dieter Müller)